# 奥さまお手をどうぞ!
『奥さまお手をどうぞ!』（おくさまおてをどうぞ）は、1990年10月1日から1991年9月27日までフジテレビで放送された平日昼前の生活情報バラエティ番組である。放送時間は毎週月曜 - 金曜 10:30 - 11:25 (JST) 。番組名はドイツタンゴの古典的名曲のタイトルにちなんでいる。

## 概要
『生島ヒロシのおいしいフライパン』およびその後継番組『生島ヒロシのもっと・自由な生活』で総合司会を務めていた生島ヒロシが、同時期にスタートした『風まかせ 新・諸国漫遊記』の総合司会に抜擢されたことから、代わりに小松政夫を起用した本番組がスタートした。「妻たちの劇場」スタートのため本番組よりスタートが30分遅くなった。
前番組群と同様に、「夕食ばんざい」や「いいものセレクション」をコーナーに擁していた。

## 出演者

### 司会
- 小松政夫
- 小野ヤスシ
- 斉木しげる
- 村野武範
- 稲川淳二
- トニー・タナカ

### 進行アナウンサー
- 岩瀬惠子
- 境鶴丸

### ニュースコーナー
- 1991年3月29日まで：露木茂（月 - 木曜日）、野間脩平（金曜日）
- 1991年4月1日から：野間脩平（月 - 木曜日）、山中秀樹（金曜日）

### 夕食ばんざい
- 筒井櫻子

### いいものセレクション
- 中野安子

### レギュラー
- 峰竜太
- ほか

### 補足
- 岩瀬は前番組『生島ヒロシのもっと・自由な生活』より続投。
- 境は『笑っていいとも!』のテレフォンアナウンサーと兼務。
- 露木・野間・山中はそれぞれ『FNNスピーク』と兼務。
- 筒井・中野は後番組『ザ・ビッグチャンス!』も続投。

## スタッフ
- 構成：松岡孝
- 技術：八峯テレビ
- ロケ技術：VIC
- 音響効果：プロジェクト80
- ディレクター：田島俊郎、朝川昭史、浜辺尚、柴田多美子
- プロデューサー：古賀憲一、松尾利彦
- 制作協力：日本テレワーク
- 制作著作：フジテレビ

## 放送局
| 放送対象地域 | 放送局         | 系列           | 放送日時 | 備考                                 |
| ------------ | -------------- | -------------- | --- | ------------------------------------ |
| 関東広域圏   | フジテレビ     | フジテレビ系列 | 月曜 - 金曜 10:30 - 11:25 | 製作局                               |
| 熊本県       | テレビ熊本     | フジテレビ系列 | 月曜 - 金曜 10:30 - 11:25 |                                      |
| 宮城県       | 仙台放送       | フジテレビ系列 | 月曜 - 木曜 10:30 - 11:25 金曜 11:00 - 11:25 （1991年7月12日まで） 月曜 - 金曜 11:00 - 11:25 （1991年7月15日から最終回まで） | タイトルは差し替えず放送（詳細後述） |
| 静岡県ほか   | テレビ静岡ほか | フジテレビ系列 | 月曜 - 金曜 11:00 - 11:25 | 後半部分のみを放送（詳細後述）       |

基本的に11時台のみのネット局は、「夕食ばんざい」と「いいものセレクション」を『奥さまリビング』などの独自のタイトルに差し替えた上で放送。番組自体のエンディングにおいては、スタッフロールを関東ローカルのみに送出し、フジテレビ以外のネット局向けには「制作協力・制作著作」のみを送出していた。
仙台放送では1991年7月12日までは月曜～木曜は10時30分から、金曜は10時30分から「金曜日のシンデレラ」を放送する関係で11時から飛び乗り放送していたが、7月15日放送分から月曜～金曜の全日11時からの飛び乗りになった。なお、タイトルの差し替えはされずそのまま放送された。

## テーマ曲
- ザ・キング・トーンズ「奥さまお手をどうぞ」

## 備考
番組内で調理した生トマトのスパゲティがとても熱く、峰が吐き出したことがあり、それが後に『FNS番組対抗NG名珍場面大賞』で放送された。